# Barney's World
Barney's World (Mundo do Barney no Brasil ou Mundo de Barney em Portugal) é uma série de animação computadorizada estadunidense-canadense produzida pela Mattel Television e Nelvana (da Corus Entertainment), a série serve como um relançamento da franquia Barney, que gerou sua primeira série de televisão, Barney & Friends, baseada em sua antecessora Barney & the Backyard Gang. Ao contrário das duas séries anteriores, que eram live-action, este show é apresentado em CGI. Esta série é destinada a crianças de dois a seis anos. A série estreou na Max em 14 de outubro de 2024.
Ambientado em um playground local, a série é centrado nos dinossauros Barney, Billy (anteriormente BJ) e Baby Bop, e seus três melhores amigos de infância. Ao longo de aventuras bobas e imaginativas juntos, Barney ajuda as crianças a explorar grandes emoções pré-escolares e mostra a elas como amar a si mesmas e aos outros. A série está definida para destacar temas de amor, comunidade e encorajamento.

## Elenco
| Personagem               | Atriz/Ator original     | Dublagem    |
| Dinossauros              | Dinossauros             | Dinossauros |
| ------------------------ | ----------------------- | ----------- |
| Barney                   | Jonathan Langdon        |             |
| Baby Bop                 | Bryn McAuley            |             |
| Billy                    | Jonathan Tan            |             |
| Crianças                 |                         |             |
| David                    | Jayd Deroché            |             |
| Mel                      | Diana Tsoy              |             |
| Vigie                    | Ella Paciocco           |             |
| Liam, irmão de David     | Liam Quiring-Nkindi     |             |
| Adultos                  |                         |             |
| Sra. Lewis, mãe de David | Lisa Michelle Cornelius |             |
| Grady                    | Eddie Glen              |             |
| Nonna, avó de Vivie      | Norma Dell'Agnese       |             |
| Luis, pai da Mel         | Alejandro Ampudia       |             |

## Episódios
| N.º na série | N.º na temp. | Título                                                                     | Lançamento original   | Dirigido por    | Escrito por                          | Exibição original (Cartoon Network)                                    | Exibição no Brasil                                                  | Cód. de produção | Audiência (milhões) |
| ------------ | ------------ | -------------------------------------------------------------------------- | --------------------- | --------------- | ------------------------------------ | ---------------------------------------------------------------------- | ------------------------------------------------------------------- | ---------------- | ------------------- |
| 1            | 1            | "O Chão É Geleia de Uva (BR)" "The Floor is Grape Jelly"                   | 14 de outubro de 2024 | Adrian Thatcher | Laura Zak                            | 10 de outubro de 2024 (YouTube)18 de outubro de 2024 (Cartoon Network) | 14 de outubro de 2024 (Max e Discovery Kids)                        | 101              | ASD                 |
| 2            | 2            | "Eu te Amo (BR)" "I Lovey You"                                             | 14 de outubro de 2024 | Adrian Thatcher | Jim Nolan                            | 18 de outubro de 2024                                                  | 14 de outubro de 2024 (Max)15 de outubro de 2024 (Discovery Kids)   | 102              | ASD                 |
| 3            | 3            | "O Maior Tesouro da Mel (BR)" "Mel's Greatest Treasure"                    | 14 de outubro de 2024 | Adrian Thatcher | Nick Lopez                           | 25 de outubro de 2024                                                  | 14 de outubro de 2024 (Max)16 de outubro de 2024 (Discovery Kids)   | 103              | ASD                 |
| 4            | 4            | "Um Tomate Maduro (BR)" "One Ripe Tomato"                                  | 14 de outubro de 2024 | Adrian Thatcher | Jehan Madhani                        | 25 de outubro de 2024                                                  | 14 de outubro de 2024 (Max)17 de outubro de 2024 (Discovery Kids)   | 104              | ASD                 |
| 5            | 5            | "A Grande Corrida do Barney (BR)" "Barney's Big Race"                      | 14 de outubro de 2024 | Adrian Thatcher | Laura Zak                            | 1 de novembro de 2024                                                  | 14 de outubro de 2024 (Max)18 de outubro de 2024 (Discovery Kids)   | 105              | ASD                 |
| 6            | 6            | "A Verdade Valente (BR)" "The Brave Truth"                                 | 21 de outubro de 2024 | Adrian Thatcher | Noelle Wright                        | 1 de novembro de 2024                                                  | 21 de outubro de 2024 (Max)21 de outubro de 2024 (Discovery Kids)   | 106              | ASD                 |
| 7            | 7            | "Luz Vermelha: Pare; Luz Verde: Siga (BR)" "Red Light Stop Green Light Go" | 21 de outubro de 2024 | Adrian Thatcher | Nikki Lytton                         | 8 de novembro de 2024                                                  | 21 de outubro de 2024 (Max)22 de outubro de 2024 (Discovery Kids)   | 107              | ASD                 |
| 8            | 8            | "Grande, Maior, Melhor (BR)" "Big Bigger Best"                             | 21 de outubro de 2024 | Adrian Thatcher | Scott Gray                           | 8 de novembro de 2024                                                  | 21 de outubro de 2024 (Max)23 de outubro de 2024 (Discovery Kids)   | 108              | ASD                 |
| 9            | 9            | "É Praticando que se Aprende (BR)" "Practice Makes Purple"                 | 21 de outubro de 2024 | Adrian Thatcher | Jim Nolan                            | 15 de novembro de 2024                                                 | 21 de outubro de 2024 (Max)24 de outubro de 2024 (Discovery Kids)   | 109              | ASD                 |
| 10           | 10           | "Amigos em Alto Mar (BR)" "Team Mateys"                                    | 21 de outubro de 2024 | Adrian Thatcher | Laura Zak                            | 15 de novembro de 2024                                                 | 21 de outubro de 2024 (Max)25 de outubro de 2024 (Discovery Kids)   | 110              | ASD                 |
| 11           | 11           | "Salvando o Jardim (BR)" "Save the Garden"                                 | 13 de janeiro de 2025 | Adrian Thatcher | Noelle Wright                        | 17 de janeiro de 2025                                                  | 13 de janeiro de 2025 (Max)17 de janeiro de 2025 (Discovery Kids)   | 111              | ASD                 |
| 12           | 12           | "Dançando com Duendes (BR)" "Dances With Goblins"                          | 13 de janeiro de 2025 | Adrian Thatcher | Nick Lopez                           | 17 de janeiro de 2025                                                  | 13 de janeiro de 2025 (Max)17 de janeiro de 2025 (Discovery Kids)   | 112              | ASD                 |
| 13           | 13           | "Sauadades da Mel (BR)" "Missing Mel"                                      | 13 de janeiro de 2025 | Adrian Thatcher | Scott Gray                           | 24 de janeiro de 2025                                                  | 13 de janeiro de 2025 (Max)24 de janeiro de 2025 (Discovery Kids)   | 113              | ASD                 |
| 14           | 14           | "Os Náufragos (BR)" "The Castaway Crew"                                    | 13 de janeiro de 2025 | Adrian Thatcher | Jim Nolan                            | 24 de janeiro de 2025                                                  | 13 de janeiro de 2025 (Max)24 de janeiro de 2025 (Discovery Kids)   | 114              | ASD                 |
| 15           | 15           | "Chamando a Atenção (BR)" "Drawing Attention"                              | 13 de janeiro de 2025 | Adrian Thatcher | Jennifer Skelly                      | 31 de janeiro de 2025                                                  | 13 de janeiro de 2025 (Max)31 de janeiro de 2025 (Discovery Kids)   | 115              | ASD                 |
| 16           | 16           | "Esperar Vale a Pena (BR)" "Worth the Wait"                                | 13 de janeiro de 2025 | Adrian Thatcher | Nick Lopez                           | 31 de janeiro de 2025                                                  | 13 de janeiro de 2025 (Max)24 de janeiro de 2025 (Discovery Kids)   | 116              | ASD                 |
| 17           | 17           | "A Grande Lambança (BR)" "The Big Spill"                                   | 13 de janeiro de 2025 | Adrian Thatcher | Roxy Simons                          | 7 de fevereiro de 2025                                                 | 13 de janeiro de 2025 (Max)7 de fevereiro de 2025 (Discovery Kids)  | 117              | ASD                 |
| 18           | 18           | "Papo com a Natureza (BR)" "Nature Chat"                                   | 13 de janeiro de 2025 | Adrian Thatcher | Nick Lopez                           | 7 de fevereiro de 2025                                                 | 13 de janeiro de 2025 (Max)7 de fevereiro de 2025 (Discovery Kids)  | 118              | ASD                 |
| 19           | 19           | "Buscando a Gratidão (BR)" "The Great Grateful Scavenger Hunt"             | 13 de janeiro de 2025 | Adrian Thatcher | Jim Nolan                            | 14 de fevereiro de 2025                                                | 13 de janeiro de 2025 (Max)14 de fevereiro de 2025 (Discovery Kids) | 119              | ASD                 |
| 20           | 20           | "David, o Herói (BR)" "David the Hero"                                     | 13 de janeiro de 2025 | Adrian Thatcher | Nikki Lytton                         | 14 de fevereiro de 2025                                                | 13 de janeiro de 2025 (Max)14 de fevereiro de 2025 (Discovery Kids) | 120              | ASD                 |
| 21           | 21           | "Fazendo Mágia (BR)" "Making Magic"                                        | 7 de abril de 2025    | Adrian Thatcher | Jim Nolan                            | 11 de abril de 2025                                                    | 7 de abril de 2025 (Max)11 de abril de 2025 (Discovery Kids)        | 121              | ASD                 |
| 22           | 22           | "Deixe a Imaginação Voar (BR)" "Birds of a Feather"                        | 7 de abril de 2025    | Adrian Thatcher | Nick Lopez                           | 11 de abril de 2025                                                    | 7 de abril de 2025 (Max)11 de abril de 2025 (Discovery Kids)        | 122              | ASD                 |
| 23           | 23           | "Rodas Maiores (BR)" "Bigger Wheels"                                       | 7 de abril de 2025    | Adrian Thatcher | Annabeth Bondor-Stone & Connor White | 18 de abril de 2025                                                    | 7 de abril de 2025 (Max)18 de abril de 2025 (Discovery Kids)        | 123              | ASD                 |
| 24           | 24           | "Cada Cosinha (BR)" "Every Little Thing"                                   | 7 de abril de 2025    | Adrian Thatcher | Lexie Kahanovitz                     | 18 de abril de 2025                                                    | 7 de abril de 2025 (Max)18 de abril de 2025 (Discovery Kids)        | 124              | ASD                 |
| 25           | 25           | "O Aniversário do Barney (BR)" "Barney's Birthday"                         | 7 de abril de 2025    | Adrian Thatcher | Matt Sax & Duke Doyle                | 25 de abril de 2025                                                    | 7 de abril de 2025 (Max)25 de abril de 2025 (Discovery Kids)        | 125              | ASD                 |
| 26           | 26           | "Encontrou, Devolveu (BR)" "Finders Not Keepers"                           | 7 de abril de 2025    | Adrian Thatcher | Nick Lopes                           | 25 de abril de 2025                                                    | 7 de abril de 2025 (Max)25 de abril de 2025 (Discovery Kids)        | 126              | ASD                 |
| 27           | 27           | "O Ladrão de Ladrões (BR)" "The Snuzzleberry Snatcher"                     | 7 de abril de 2025    | Adrian Thatcher | Annabeth Bondor-Stone & Connor White | 2 de maio de 2025                                                      | 7 de abril de 2025 (Max)2 de maio de 2025 (Discovery Kids)          | 127              | ASD                 |
| 28           | 28           | "Três é Melhor (BR)" "It Takes Three"                                      | 7 de abril de 2025    | Adrian Thatcher | Ernie Bustamante                     | 2 de maio de 2025                                                      | 7 de abril de 2025 (Max)2 de maio de 2025 (Discovery Kids)          | 128              | ASD                 |
| 29           | 29           | "Sem Namoro (BR)" "The Missing Valentine"                                  | 7 de abril de 2025    | Adrian Thatcher | Niki Lytton                          | 9 de maio de 2025                                                      | 7 de abril de 2025 (Max)9 de maio de 2025 (Discovery Kids)          | 129              | ASD                 |
| 30           | 30           | "Longe Demais (BR)" "Too Far"                                              | 7 de abril de 2025    | Adrian Thatcher | Susan Kim                            | 9 de maio de 2025                                                      | 7 de abril de 2025 (Max)9 de maio de 2025 (Discovery Kids)          | 130              | ASD                 |

## Produção

### Desenvolvimento
Durante a Apresentação do Dia do Analista Virtual da Mattel de 2021, Barney foi incluído para ser uma "nova série em desenvolvimento" pela Mattel Television. Em 13 de fevereiro de 2023, a Mattel anunciou que relançaria a franquia Barney com uma série animada programada para estrear em 2024. Anunciado como uma colaboração entre a Mattel Television e a Nelvana da Corus Entertainment, Fred Soulie e Christopher Keenan para a Mattel Television e Colin Bohm, Doug Murphy e Pam Westman para a Nelvana foram revelados como os produtores executivos do programa. O relançamento está definido para apresentar ao público o mundo de Barney por meio de aventuras cheias de música centradas no amor, comunidade e encorajamento.
O título da série, Barney's World, foi oficialmente revelado em 9 de maio de 2023. Em 4 de setembro de 2024, foi anunciado que Michelle Mendelovitz e Josh Silverman seriam os produtores executivos da série em nome da Mattel e, enquanto Doug Murphy e Pam Westman permaneceram como produtores executivos em nome da Nelvana, Athena Georgaklis e Mellany Welsh também foram adicionadas em nome desta última empresa.

## Lançamento
Após o anúncio inicial, a Mattel confirmou que o relançamento estaria disponível para streaming, e os parceiros de transmissão seriam anunciados no final de 2023. Em 9 de maio de 2023, foi oficialmente revelado que a série iria ao ar no Cartoonito e transmitido no Max. A produtora executiva Pam Westman confirmou que a série iria ao ar na rede Treehouse TV no Canadá, com o anúncio posterior da Corus Entertainment, controladora da Nelvana, em 5 de junho de 2024 que a série estava programada para estrear no canal. Durante a apresentação do Virtual Analyst Day da Mattel em 2024, a diretora de marca Lisa McKnight mencionou que a série está programada para estrear no final do outono de 2024.
Em agosto de 2024, a filmagem da série vazou online antes que uma data exata de lançamento fosse anunciada e antes que a filmagem fosse oficialmente revelada. Victoria Ramirez, diretora de marketing global e distribuição musical da Mattel Television, confirmou publicamente em 28 de agosto de 2024 (via Instagram) que a série está programada para ser lançada em outubro de 2024 (antes de retirar seu comentário público e reduzir sua privacidade). Em 4 de setembro de 2024, foi anunciado oficialmente que a série está programada para estrear em 14 de outubro de 2024 no Max, seguida por uma estreia linear no bloco Cartoonito do Cartoon Network a partir de 18 de outubro de 2024. Episódios "selecionados" de Barney's World também estarão disponíveis no YouTube, onde a estreia da série será transmitida no início de 11 de outubro de 2024 em países específicos. Barney's World também será lançado no Cartoonito nas regiões EMEA e APAC, e Discovery Kids na América Latina. No Canadá, Barney's World também estreará em 14 de outubro de 2024 na Treehouse e estará disponível para transmissão na STACKTV. As filmagens da série foram oficialmente reveladas em 4 de setembro de 2024 por meio de um trailer e apresentações dos personagens Barney, Baby Bop e Billy.